# بنك التصدير والاستيراد الكوري
بنك التصدير والاستيراد الكوري، المعروف أيضًا باسم (البنك الكوري للتصدير والاستيراد)، هو وكالة ائتمان التصدير الرسمية الحكومية في جمهورية كوريا الجنوبية. تأسس البنك لأول مرة في عام 1976. والغرض الأساسي منه هو دعم الاقتصاد القائم على التصدير في كوريا الجنوبية من خلال تقديم القروض وتمويل المشاريع الضخمة وبالتالي تسهيل التعاون الاقتصادي مع الدول الأخرى.

## الأموال الحكومية
يدير البنك الأموال الحكومية التالية:
- صندوق التعاون للتنمية الاقتصادية (EDCF): يقوم صندوق التعاون من أجل التنمية الاقتصادية (EDCF) بتقييم وتنفيذ مشاريع المساعدات في البلدان النامية.[2]
- صندوق التعاون بين الكوريتين (IKCF): يشرف صندوق التعاون بين الكوريتين على برنامج التعاون الاقتصادي مع كوريا الشمالية ويعمل بمثابة بنك تسوية المقاصة مع بنك التجارة الخارجية لكوريا الشمالية.[2]

## برامج المساعدات
في 6 يناير 2013، أعلن البنك قراره بتقديم قروض وضمانات ائتمانية بقيمة 917 مليون دولار أمريكي لشركات الترفيه والأغذية على مدى السنوات الثلاث المقبلة لتعزيز انتشار الموجة الكورية في البلدان الأجنبية. صرح متحدث باسم البنك للصحفيين أن البوب الكوري، الدراما الكورية، بالإضافة إلى المطبخ الكوري التقليدي لديه إمكانات نمو هائلة، وأن مصدري هذا المحتوى الثقافي يستحقون المزيد من الاستثمار و الدعم المالي.

## روابط خارجية
- الموقع الرسمي لبنك التصدير والاستيراد الكوري